# Municipio de Union (condado de Lawrence, Ohio)
El municipio de Union (en inglés: Union Township) es un municipio ubicado en el condado de Lawrence en el estado estadounidense de Ohio. En el año 2010 tenía una población de 9086 habitantes y una densidad poblacional de 107,71 personas por km².

## Geografía
El municipio de Union se encuentra ubicado en las coordenadas 38°27′53″N 82°26′00″O / 38.46472, -82.43333. Según la Oficina del Censo de los Estados Unidos, el municipio tiene una superficie total de 84.35 km², de la cual 82,84 km² corresponden a tierra firme y (1,79 %) 1,51 km² es agua.

## Demografía
Según el censo de 2010, había 9086 personas residiendo en el municipio de Union. La densidad de población era de 107,71 hab./km². De los 9086 habitantes, el municipio de Union estaba compuesto por el 96,76 % blancos, el 0,78 % eran afroamericanos, el 0,32 % eran amerindios, el 0,5 % eran asiáticos, el 0,2 % eran de otras razas y el 1,44 % eran de una mezcla de razas. Del total de la población el 1,12 % eran hispanos o latinos de cualquier raza.